# Julien Bessières
Julien Bessières (eigentlich Henri Géraud Julien, chevalier Bessières et de l’Empire; * 30. Juli 1777 in Gramat, Département Lot; † 31. Juli 1840 in Paris) war ein französischer Politiker und Diplomat.

## Leben
Bessières war ein Cousin des Marschalls von Frankreich Jean-Baptiste Bessières und des Generals Bertrand Bessières. 1798 holte ihn Napoleon in die Commission des sciences et des arts, die ihn bei seiner Invasion von Ägypten begleitete. Ernsthaft erkrankt, wollte Bessières am 26. Oktober 1798 mit dem Schiff Madonna di Montenegro nach Frankreich zurückkehren. Begleitet wurde er dabei unter anderen von seinen Kommissions-Kollegen Joseph Claude Charbonnel, Pierre-Simon Girard, Étienne Poitevin de Maureilhan und François Pouqueville. Das Schiff wurde von albanischen Piraten überfallen und die Passagiere wurden als Geiseln verschleppt.
Bessières wurde zusammen mit Charbonnel und Poitevin de Maureilhan an Tepedelenli Ali Pascha verkauft, der sie 1880 in der Neuen Festung von Korfu einkerkerte. In der Nacht vom 21. zum 22. November desselben Jahres konnten sie entkommen und nach Frankreich zurückkehren.
1803 berief man Bessières in die Verwaltung des Départements Hautes-Alpes. Nach einem Jahr ging er als Gesandter an die Hohe Pforte. Als Venedig 1805 an das Königreich Italien fiel, berief man Bessières als Generalkonsul an die Serenissima. Zwischen 1810 und 1814 bekleidete er verschiedene politisch-administrative Posten. Während der Restauration stand er den Royalisten nahe und vertrat 1827 als Abgeordneter das Département Dordogne. Auch während der Julimonarchie hatte er dieses Mandat inne.
Bessières starb in der Nacht nach seinem 63. Geburtstag und fand seine letzte Ruhestätte auf dem Friedhof Père-Lachaise.

## Ehrungen
- Kommandeur der Ehrenlegion[1]
- Chevalier de l’Empire
- 1837 Pair von Frankreich